# Michał Gedeon Radziwiłł
Michał Gedeon Hieronim Radziwiłł herbu Trąby (ur. 24 września 1778 w Warszawie, zm. 24 maja 1850 tamże) – książę, generał wojsk polskich, uczestnik insurekcji kościuszkowskiej, wojen napoleońskich. Naczelny Wódz w powstaniu listopadowym, senator-wojewoda Królestwa Polskiego (kongresowego) od 1825 roku, senator-kasztelan Królestwa Polskiego w 1822 roku.

## Biografia
Brał udział w insurekcji kościuszkowskiej. W 1806 roku wstąpił do Legii Północnej. 18 stycznia 1807 awansował na pułkownika i objął dowództwo Legii po gen. Zajączku. Uczestniczył w kampanii 1807. 1 kwietnia 1808, po wcieleniu Legii do 5 i 6 pp Księstwa Warszawskiego, objął dowództwo 5 pp, a 11 grudnia 1811 r. awansował na gen. bryg. Brał udział w Inwazji na Rosję w 1812 roku, a w 1813 r. znajdował się w obronie Gdańska.
W 1815 otrzymał w wianie od żony Aleksandry majątek Szpanów pod Równem na Wołyniu, który odziedziczył po nim urodzony w Szpanowie syn – Karol Andrzej Radziwiłł. Szpanów pozostał w rękach Radziwiłłów do wybuchu II wojny światowej.
W armii Królestwa Kongresowego przydzielony został do 1 dywizji piechoty jako generał nadliczbowy i awansowany na generała dywizji; lecz już 27 grudnia 1815 otrzymał dymisję. W 1828 roku był członkiem Sądu Sejmowego, mającego osądzić osoby oskarżone o zdradę stanu. Po wybuchu powstania listopadowego powołany do Rady Administracyjnej. W powstaniu listopadowym, został 20 stycznia 1831 wybrany przez Sejm na naczelnego wodza; funkcję tę sprawował do 26 lutego 1831. Jako senator podpisał 25 stycznia 1831 roku akt detronizacji Mikołaja I Romanowa. Po upadku powstania został zesłany do Jarosławia, gdzie był więziony przez Rosjan do 1836.
Był odznaczony krzyżem kawalerskim Orderu Virtuti Militari (1808), francuskimi krzyżami kawalerskim i oficerskim Orderu Legii Honorowej (1807 i 1813), rosyjską komandorią Krzyża Maltańskiego i bawarskim Orderem św. Huberta,

## Życie prywatne
Był synem Michała Hieronima, wojewody wileńskiego, ordynata na Klecku, Nieświeżu i Ołyce oraz Heleny z Przeździeckich. W 1815 roku wziął ślub z Aleksandrą Radziwiłłową z domu Stecką herbu Radwan, miał z nią trójkę dzieci, Michalinę (1816-1883), Karola (1821-1886) i Zygmunta (1822-1892).